# Eumelepta
Eumelepta là một chi bọ cánh cứng trong họ Chrysomelidae.
Chi này được miêu tả khoa học năm 1892 bởi Jacoby.

## Các loài
Các loài trong chi này gồm:
- Eumelepta biplagiata Jacoby, 1892
- Eumelepta clypeata (Jacoby, 1900)
- Eumelepta discalis (Gressitt & Kimoto, 1963)
- Eumelepta variabilis (Gressitt & Kimoto, 1963)